# Jan Mainka
Jan Mainka (* 1968) ist deutscher Journalist. Er ist Chefredakteur und Herausgeber der in Ungarn erscheinenden deutschsprachigen Wochenzeitung Budapester Zeitung.

## Leben
Der aus der DDR stammende Mainka studierte von 1988 bis 1993 in Budapest Betriebswirtschaftslehre. Nach dem Ende des Studiums blieb er in Budapest und war 1994 an der Wiedergründung der deutschsprachigen Wochenzeitung Der neue Pester Lloyd mit beteiligt. Er war dort zeitweilig geschäftsführender Redakteur. 1999 verließ er die Redaktion, machte sich selbständig und gründete die Budapester Zeitung.
Nach dem Regierungswechsel 2010 zur nationalkonservativen Regierung Orban versuchte er den kritischen Stimmen, auch aus der Bundesrepublik Deutschland, entgegenzuwirken, und verteidigte das neue Mediengesetz sowie die vorgesehene Präambel zur neuen ungarischen Verfassung mit einem „Nationalen Glaubensbekenntnis“, wobei er gegen die Kritik von Maximilian Steinbeis polemisierte.
Mainka wurde in der Frankfurter Allgemeinen Zeitung interviewt und publizierte in der der Neuen Rechten zugeordneten Jungen Freiheit. Eigenen Aussagen zufolge würde er jeder Zeitung eigene Artikel oder sich selbst als Interviewpartner zur Verfügung stellen, die Interesse an Ungarn habe.